# فاست لين 2015

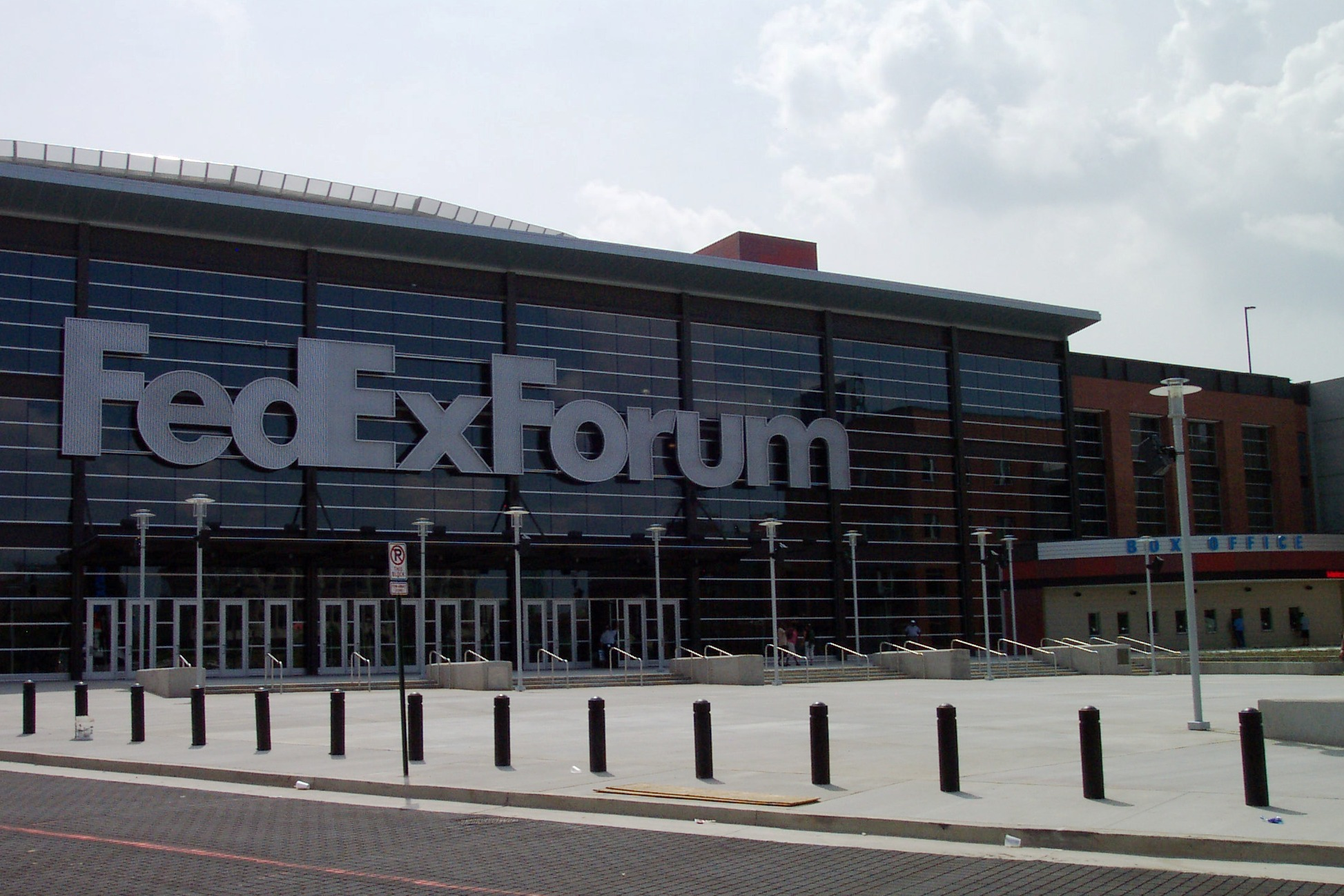
القاعة التي إحتضنت المباريات.

فاست لين 2015 لمصارعة المحترفين (PPV) حالة الدفع لكل عرض التي تنتجها شركة المصارعة العالمية الترفيهية. وقد وقعت في 22 فبراير 2015، في FedExForum في مدينة ممفيس بولاية تينيسي. وكان هذا أول حدث فاست لين واستبدال دائرة القضاء.

## خلفية
ظهرت فاست لين مباريات مصارعة المحترفين التي تنطوي على المصارعين من القائمة من قبل كتابتها النزاعات والمؤامرات، والوقائع المنظورة التي لعبت بها على برامج تلفزيونية الأولية WWE، والخام وسماكدوون. المصارعين تصوير الوجوه (الأبطال) أو في أعقاب (الأشرار) لأنها بعد ذلك سلسلة من الأحداث التي بنيت التوتر وبلغت ذروتها في مباراة المصارعة أو سلسلة من المباريات.
يوم 23 نوفمبر، خلال الحدث الرئيسي للسلسلة الناجي، أدلى ستينغ الأولى من نوعها ظهوره في حلقة المصارعة العالمية الترفيهية من خلال مهاجمة تريبل اتش مع قطرة العقرب الموت وسحب دولف زيغلر على رأس سيث رولينز، وإعطاء فريق سينا الفوز والتسبب في شطب السلطة، والتي كانت شرطا الثانوي من المباراة. في 19 يناير طبعة من الراو، أدلى ستينغ لأول مرة الخام عن طريق الظهور وراء الكواليس خلال الحدث الرئيسي، ومباراة عائق 3-على-1 بين جون سينا وفريق من بيج شو، كين، ورولنز. غطت الأضواء في الساحة كما مشى ستينغ إلى مرحلة ويومئ للسلطة في الصف الأول في الحلبة. الهاء سمح جون سينا يعلقون رولنز للفوز، والتي أعادت فرص عمل ل Ziggler، رايباك، وإريك روان. في 26 كانون الثاني، أعلن رسميا عن طريق WWE.com أن تريبل اتش تحدى ستينغ لمواجهة «وجها لوجه» في فاست لين. وفي طبعة 9 فبراير من الخام، تريبل اتش ودعا مرة أخرى اللدغة من لقبول تحديه. انطفأت الاضواء، وظهرت مجموعة من منتحلي ستينغ حول الحلبة وداخل الحلبة، تنيره الأضواء، في حين لعبت رسالة فيديو مشيرا إلى أن ستينغ قد قبل تحدي tripl h
تم الطعن سبع مباريات على بطاقة الرئيسية مع أي مباراة في مرحلة ما قبل المعرض. في الحدث الرئيسي، هزم رومان رينز دانيل براين للاحتفاظ باللقب تسديدته ضد بروك ليسنر في ريسلمانيا 31 .
خلال الدمدمة الملكي بعد المعرض، توقف Rusev مقابلة جون سينا واثنين يشق كل منهما الآخر. يوم 26 يناير، أعلن على WWE.com أن Rusev أن دفاعه عن بطولة الولايات المتحدة ضد سينا في الحدث.
على يناير 29 حلقة من سماكدوون، أعلن أن نيكي بيلا ستدافع عن بطولة الديفاز ضد بايج في هذا الحدث.
على 2 فبراير حلقة من الخام، تم التلاعب رومان رينز من قبل هيئة إلى الموافقة على الدفاع عن لقبه فرصة ل بطولة العالم للوزن الثقيل في راسلمينيا 31، التي كان قد حصل عليها الفوز في مباراة الدمدمة الملكي في مباراة في فاست لين. في وقت لاحق من تلك الليلة، هزم دانيال براين سيث رولنز لكسب الحق لمواجهة العهود في هذا الحدث.

## الحدث الرئيسي

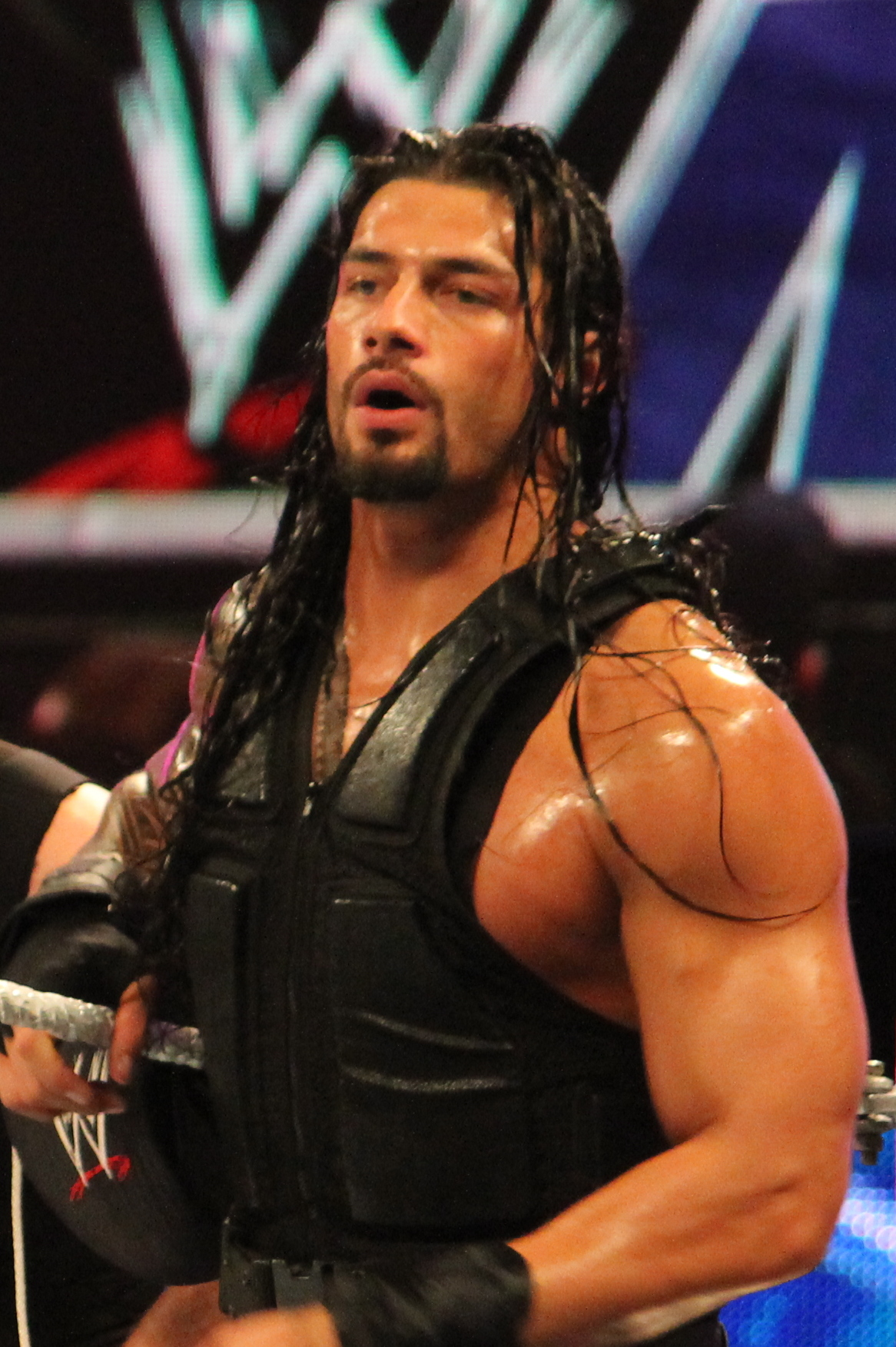
رومان رينز واجه دانيال براين، والفائز سيواجه بروك ليسنر في عرض راسلمينيا 31.

يدأ عرض فاست لاين التمهيدي أحداثه بترحيب المذيعة رينيه يونغ بضيوفها في الاستوديو التحليلي بوكر تي وبايرون ساكستون والمحلل الشاب كوري جريفز، وتحدثوا جميعا حول عدد من المواجهات التي ستقام في العرض المنتظر مثل مواجهة جون سينا وروسيف على بطولة الولايت المتحدة.
وخلال حديثهم عن المواجهات أجرت المذيعة ايدن مقابلة مع دولف زيجلر ورايباك وإريك روان حول مواجهتهم السداسية المثيرة ضد فريق السلطة سيث رولينز والعملاق بيغ شو ومدير العمليات كين، وأكد الثلاثة على أن وقت السلطة قد انتهى وأن وقت الانتقام قد حان وهذا ما سيتم تأكيده في الحلبة.
كما تم بث مقابلة أجرتها المذيعة رينيه يونغ مع المصارع “المجنون” دين أمبروز في وقت سابق حول مواجهته لباد نيوز باريت على لقب القارّات، وقال أمبروز أن حمل الألقاب هو شيء حلم به طوال عمره ومنذ طفولته، وأكد على أنه سيدخل عرض ومهرجان الرسلمينيا 31 كبطل للقارّات بعد فوزه على باريت.
استمر الحديث في الاستوديو التحليلي عن المواجهات القادمة في هذا العرض وعرضت مقابلة مع نكي بيلا توعدت بها غريمتها بايج بهزيمة مذلة، كما عرض فيديو خاص عن العداوة بين جون سينا وروسيف وتبعها مقابلة من خلف الكواليس مع جيمي وجاي أوزو وطرحت عليهما أسئلة عادية من قبل الجماهير.
دخل المصارع ذا ميز ومساعده داميان سانداو الذي هتفت الجماهير بإسمه كثيرا مما أغضب ميز وأمره بالجلوس إلى زاوية الحلبة وعدم الاقتراب منه، وتحدث الاخير عن غيابه عن حفل جوائز الأوسكار وقال إن ذا روك يعوّض غيابه هناك لذا فإنه مطمئن على الأوضاع هناك.
تحدث ذا ميز في مرحبا بالجماهير في برنامجه الحواري “ميز تي في” وطلب من الجماهير الترحيب بضيفه الأسطوري بول هيمان للحديث عن مواجهة دانيال براين ورومان رينز وأبعادها على موكله بروك ليسنر، بدأ هيمان الحوار ساخرا من موهبة مضيفه كممثل وأجاب عن سؤاله الأول مؤكدا أن ليسنر لن يتواجد هنا في العرض.
سأل ذا ميز ضيفه عن هوية الخصم الذي يفضل بروك ليسنر مواجهته في الرسلمينيا 31، وذكره بإنجاز براين رغم صغر حجمه عندما هزم تربل اتش وبعدها راندي أورتن وباتيستا في الرسلمينيا العام الماضي، وأجاب هيمان بأن موكله لا يكترث لدانيال على الإطلاق ولا يعيره أي اهتمام.
استغرب بول هيمان من نظرات داميان ساندو إليه وطلب من ذا ميز إيقافه، وما كان من الأخير إلّا أن قام بتوبيخه كثيرا وسط هتافات الجماهير الصاخبة له، سأل ذا ميز هيمان عن رأيه بالشاب رومان رينز وقال إنه يعلم مدى القوة التي يتمتع بها وأنه ينحدر من عائلة عريقة من جزيرة ساموا لكن كل ذلك لا يشكل عائقا بالنسبة لموكله بروك ليسنر على الإطلاق وغادر الحلبة ليتم عرض تقرير مصور حول المنافسة على اللقب الكبير.

## نتائج عرض فاست لاين 2015 الرئيسي
بدأ عرض فاست لاين 2015 تلفزيونيا بفيديو يستعرض أهم المواجهات التي سيشهدها العرض المنتظر الذي سيسفر عن نتائج مهمة للغاية بالنسبة لعرض ومهرجان الأحلام الرسلمينيا 31، وبدأت الاثارة مبكرة في العرض بدخول زيجلر وأصدقائه لمواجهة فريق السلطة، وعُرض فيديو للاحداث المثيرة التي حصلت في عرض سماك داون الماضي بين الطرفين.
- النزال الأول: فريق سيث رولينز وبيغ شو وكين يهزم فريف دولف زيجلر وإريك روان ورايباك.

تمكن فريق السلطة من تحقيق الفوز بفضل تدخل العملاق بيع شو الغير قانوني من خارج الحلبة مما أتاح الفرصة لفريق لإنهاء المواجهة، استمر سيث رولينز وبيغ شو وكين بتعذيف دولف زيجلر وإريك روان ورايباك إلى أن ظهر الأفعى راندي أورتن بطريقة مثيرة وهاجم فريق السلطة، لكنه لم يتمكن من سيث رولينز الذي هرب مبتعدا خارج الصالة بمساعدة بيغ شو أيضا.
عرضت لقطات من عرض الرو الماضي للأحداث التي حصلت بين جولدست وستاردست في عرض الرو الماضي وهجوم الاخير على شقيقه بحضور والدهم، ظهر بعد ذلك جولدست خلف الكواليس يستعد للمواجهة وتفاجئ بدخول والده الأسطوري داستي روس الذي طلب منه عدم إيذاء شقيقه لأنهما يساويان الدنيا بالنسبة له، أجاب جولد بأنه سيواجه ستاردست وليس شقيقه كودي وسيحرص على إعادة أخيه إلى ما كان عليه.
- النزال الثاني: جولدست يهزم ستاردست

تمكن المصارع جولدست من خطف النزال بطريقة صدمت ستاردست، وحاول الأخ الأكبر إعادة العلاقات مع شقيقه الأصغر لكنه رفض وغادر الحلبة والصدمة واضحة على ملامحه، عرضت بعد ذلك تغطية خاصة للتوتر الحاصل بين سيث رولينز ومقدم البرامج الشهير جون ستيوارت.
ظهر المصارع جولدست يتحدث لوالده الأسطوري داستي رودس خلف الكواليس وأكد له أنه كان حريصا على عدم إيذاء شقيقه، ليتفاجئ بهجوم من شقيقه ستاردست الذي أخذ يصرخ بوجه والده كذلك قائلا إنه من قتل كودي رودس عندما أرسل له شقيقه “حقيبة العظام” القادمة من عصر الاتيتيود، وقال إنه لم يعد يعيش تحت ظلال والده الكبير.
- النزال الثالث: بطولة WWE للزوجي: فريق تايسون كيد وسيزارو يهزم فريق جيمي وجاي أوزو

بعد انتهاء المواجهة المثيرة وإعلان أبطال جديد لفرق الزوجي، بدأ التمهيد للمواجهة المرتقبة بين تربل اتش والأسطورة ستينغ من خلال استعراض ظهوره المثير الأول في حلبات WWE خلال عرض سيرفايفر سيريز 2014 الماضي، عندما كلّف السلطة خسارة مكانهم وصولا إلى عرض الرو الذي وافق به ستينغ على المواجهة.
دخل تربل اتش إلى الحلبة مرتديا ملابسه العادية وبدا مستعدا للقتال وبدأ بالحديث عن حواره ضد الأسطورة ريك فلير ودفعه له في الحلبة وقدّم اعتذاره على ما حدث، وقال هنتر إنه يظهر الآن في الحلبة كقلب WWE النابض وليس بشخصيته كمدير تنفيذي وأنه ينتظر ظهور ستينغ.
دخل الأسطورة ستينغ إلى الحلبة مرتديا ملابسه الشهيرة لتسمع بعض الهتافات لاتحاد WCW السابق، وفور وصوله إلى الحلبة بدأ تربل اتش حديثه قائلا أن ستينغ أضاع سنوات طويلة بسبب ولائه لـ WCW، وأكد هنتر على احترامه لذلك وذكره بأنه كان أحد أسباب انهيار تلك السفينة التي كان يركبها، وتحدث هنتر أيضا عن محاولات ستينغ لإبعاده عن إدارة WWE.
أخذ تربل اتش بعد ذلك يتحدث مع ستينغ عن إرثه في عالم المصارعة محاولا تقديم بعض الإغراءات مثل تقديمه في قاعة المشاهير وإصدار بعض الفيديوهات التي تتعلق به وإشهاره أكثر من خلال الشبكة WWE والاتحاد الذي سيصبح أكبر من أي وقت مضى خلال عام 2015، وقال هنتر إنهم يستطيعون تسوية الأمر بينهما من بطريقة أخرى في الحلبة واستعد للمواجهة بعد أن خلع سترته الجلدية.
طلب تربل اتش الإجابة من ستينغ لكنه لم يمنحه الوقت للإجابة وبادر بالهجوم عليه بشكل عنيف إلى أن طرحه أرضا، نزل إلى جانب الحلبة وأحضر مطرقته الشهيرة وعاد إليها لضرب ستينغ لكنه تفاجئ به يظهر مضرب البيسبول الخاص به، أوقف ستينغ تربل اتش عند زاوية الحلبة وأجبره على رمي مطرقته وأعلن تحديه له في نزال في الرسلمينيا بالإشارة لشعارها دون أن ينطق بكلمة، تردد ولم يعلن موافقته صراحة وبادر بالهجوم على خصمه عندما أراد مغادرة الحلبة، لكنه كان يقظا ورد هجومه بمضربه الأسود ثم غادر وهو يشير للرسلمينيا 31 مجددا.
- النزال الرابع: بطولة الديفاز: نكي بيلا تهزم بايج

استعرض المذيعين بحديثهم اقتراب الاحتفال بمرور عام على انطلاق شبكة WWE باقتراب موسم الرسلمينيا الذي بدأ العد التنازلي له، وأعلن المذيع مايكل كول عن المواجهة بين تربل اتش وستينغ في عرض الرسلمينيا بشكل رسمي.
- النزال الخامس: بطولة القارّات: باد نيوز باريت يهزم دين أمبروز

انتهى النزال بقرار من الحكم بسبب إصرار دين أمبروز على ضرب خصمه باد نيوز باريت بطريقة غير قانونية عند زاوية الحلبة رغم تحذيرات الحكم، واستمر أمبروز بالضرب إلى أن غادر حاملا معه حزام لقب القارّات مما أغضب خصمه كثيرا.
خيّم الظلام على الصالة ودخل حاملي مشاعل النار الخاصة بأندرتيكر وتبعهم دخول التابوت الخاص بأندرتيكر وسط ترقب من الجماهير، وعند وصوله إلى طرف الحلبة فتح التابوت وظهر منه براي وايت متحدثا لأندرتيكر معلنا تحديه له بشكل مباشر قائلا إنه يسعى لتخليصه من التردد بين عالمهم وعالمه، وقال وايت إنه قد أصبح الوجه الجديد للخوف في هذا العالم، ليعود للنوم في التابوت ويغادر الحلبة.
تحدث فريق الاستوديو التحليلي عن ظهور براي وايت المثير والغريب ليتم بعدها التركيز على عداوة جون سينا وخصمه المصارع روسيف، وتم استعراض بعض الهجمات المتبادلة بين الطرفين
- النزال السادس: بطولة الولايات المتحدة: المصارع روسيف ضد جون سينا

انتهى النزال بقرار من الحكم باعتبار جون سينا مستسلما بعد أن فقد وعيه تماما بسبب حركة إخضاع من خصمه روسيف، لكن الاخير قام قبلها بتسديد ركلة غير قانونية أسفل الحزام عندما شتت مديرة الأعمال لانا انتباه الحكم بمحاولتها دخول الحلبة، واحتفل روسيف بطريقته المعتادة مع العلم الروسي في الحلبة بينما غضب سينا بعد استفاقته ورفض مساعدة الحكام والاطباء للعودة خلف الكواليس.
- النزال السابع: الفائز يواجه ليسنر في الرسلمينيا 31: رومان رينز يهزم دانيال براين

قدّم رومان رينز ودانيال براين أفضل مواجهة في عرض فاست لين 2015 على الإطلاق، ولم تخلو أي ثانية في المواجهة من الاثارة والقوة والحماس، وتمكن رينز من إقناع الجماهير بأدائه المتميز، وبعد انتهاء النزال سيطر دانيال براين على غضبه صافح خصمه وقال له “أنت كنت الأفضل” وغادر الحلبة تاركا رينز يحتفل بتأهله لمواجهة بروك ليسنر في عرض الرسلماينيا 31 على لقب WWE للوزن الثقيل، وانتهى العرض التلفزيوني بنظرة من رينز لشعار الرسلمانيا 31.

## النتائج
| # | المباراة                                                             | شروط المباراة | الوقت |
| - | -------------------------------------------------------------------- | ------------- | ----- |
| 1 | فريق سيث رولينز وبيغ شو وكين يهزم فريف دولف زيجلر وإريك روان ورايباك | مباراة عادية  | 08:18 |
| 2 | غولدست يهزم ستاردست                                                  | مباراة عادية  | 17:39 |
| 3 | فريق تايسون كيد وسيزارو يهزم فريق ذا أوسو                            | مباراة عادية  | 09:24 |
| 4 | نكي بيلا تهزم بايج                                                   | مباراة عادية  | 54:10 |
| 5 | باد نيوز باريت يهزم دين امبروز                                       | مباراة عادية  | 24:40 |
| 6 | روسيف يهزم جون سينا                                                  | مباراة عادية  | 24:40 |
| 7 | رومان رينز يهزم دانيال براين                                         | مباراة عادية  | 24:40 |

## روابط خارجية
- فاست لين 2015 على موقع IMDb (الإنجليزية)
- فاست لين 2015 على موقع قاعدة بيانات الفيلم (الإنجليزية)
- فاست لين 2015 على موقع كينوبويسك (الروسية)